# Alexander Mokin
Alexander Walerjewitsch Mokin (russisch Александр Валерьевич Мокин; * 19. Juni 1981 in Schymkent) ist ein kasachischer Fußballtorwart.

## Karriere
Seine Profikarriere begann bei Zhiger Schymkent. Nach nur drei Einsätzen fusionierten im Januar 2000 zwei Schymkenter Vereine zu Dostyk Schymkent, wo Alexander zur Nummer 1 wurde. 2006 spielte er erstmals für FK Astana, wurde dann aber an Ordabassy Schymkent verliehen. Dort spielte er eine tolle Saison, sodass ihn FK Astana 2008 wieder zurückholte. Von 2009 bis 2010 stand der Torwart erneut in Schymkent unter Vertrag. Zu Beginn der Saison 2011 wechselte er zu Schachtjor Qaraghandy, mit dem er zweimal in Folge kasachischer Meister wurde.

## Erfolge
- Kasachischer Meister: 2006, 2011, 2012, 2016, 2017, 2018, 2019, 2021
- Kasachischer Pokalsieger: 2005, 2013